# Príncipe Grande
Príncipe Grande es el nombre de una variedad cultivar de manzano (Malus domestica). Esta manzana es originaria de Galicia, está cultivada en la colección de árboles frutales y banco de germoplasma de Mabegondo con el Nº 96; ejemplares procedentes de esquejes localizados en Nogueirosa (La Coruña).

## Sinónimos
- "Manzana Príncipe Grande",[5][6]
- "Maceira Príncipe Grande".

## Características
El manzano de la variedad 'Príncipe Grande' tiene un vigor elevado. Tamaño grande y porte erguido.
Época de inicio de brotación a partir del 7 de abril y de floración a partir de 3 mayo.
Las hojas tienen una longitud del limbo de tamaño medio, con la máxima anchura del limbo media. Longitud de las estípulas corta y la máxima anchura de las estípulas es desconocido. Denticulación del borde del limbo es serrado, con la forma del ápice del limbo acuminado y la forma de la base del limbo es agudo. Con subestípulas presentes.
Sus flores tienen una longitud de los pétalos media, anchura de los pétalos es media, disposición de los pétalos libres entre sí, con una longitud del pedúnculo media.
La variedad de manzana 'Príncipe Grande' tiene un fruto de tamaño grande, de forma plana-globosa a globosa, de color bicolor, con chapa de a rayas, e intensidad fuerte. Epidermis de textura suave con pruina en su superficie, y con presencia de cera media. Sensibilidad al "russeting" (pardeamiento áspero superficial que presentan algunas variedades) poco sensible. Con lenticelas de tamaño mediano.
Los sépalos están dispuestos en forma variable, superpuestos en su base; fosa calicina poco profunda de una anchura media. Pedúnculo de grosor medio y de longitud medio, siendo la cavidad peduncular de profundidad poco profunda y de anchura media. Con pulpa de color blanca, de firmeza es intermedia y textura intermedia; su jugosidad es jugosa con sabor de acidez media-baja, dulzor medio-bajo y poco aroma.
Época de maduración y recolección a partir del 17 de septiembre. 'Príncipe Grande' es una manzana de aprovechamiento mixto, dedicada a la producción de sidra y se utiliza también como fruta de mesa.

## Susceptibilidades
- Oidio: ataque débil
- Moteado: no presenta
- Raíces aéreas: no presenta
- Momificado: ataque débil
- Pulgón lanígero: ataque débil
- Pulgón verde: ataque medio
- Araña roja: no presenta
- Chancro: no presenta[4]